# Calyptomena
Genre
Le genre Calyptomena (Horsfield, 1822,) comprend trois espèces d'oiseaux appartenant à la famille des Calyptomenidae.

## Description
Petits oiseaux (entre 15 et 30 cm) au corps rondelet et à la queue courte. Grande tête comparée au corps. Bec court mais large, caché en partie sous un toupet de plumes. Plumage intégralement vert émeraude (excepté pour l'Eurylaime de Hose à la poitrine marqué bleu), tachées de noir. Les femelles portent un plumage plus terne et sont légèrement plus petites.

## Comportement
Ces eurylaimes sont principalement frugivores (les figues - du genre Ficus - sont la part la plus importante de leur régime alimentaire), auquel ils ajoutent quelques insectes et larves. Du fait de la forte dépendance aux arbres fruitiers et aux figuiers principalement, ils ont besoin d'un vaste territoire pour s'alimenter. Ce qui inclut également un fort caractère nomade entre un site de nourrissage et un autre, qu'il s'agisse d'un déplacement horizontal ou vertical (de forêts de plaines à forêts de montagne).
Diverses observations laisseraient penser qu'ils pourraient être polygynes. Le nid est une structure de grande taille (près de 2 m, ce qui, pour des oiseaux de moins de 30 cm est une prouesse assez impressionnante), suspendu, piriforme, composé d'un tissage complexe de fibres végétales. Il est situé en hauteur dans un grand arbre généralement, parfois au-dessus de l'eau. Entre deux et six œufs sont pondus. Il est possible que seule la femelle s'occupe de la confection du nid.

## Habitat et répartition
On trouve ces oiseaux uniquement dans les forêts tropicales humides. Principalement en plaines et moyennes montagnes. Depuis le niveau de la mer jusqu'à environ 1 200 m, parfois jusqu'à 1 700 m dans de rares cas. Leur aire de répartition couvre la Birmanie, la Péninsule Malaise, Bornéo et Sumatra.

## Menaces et conservations
La destruction de leur habitat est très largement la menace principale. Deux espèces (Eurylaime vert et de Hose) sont considérées comme quasi-menacée (NT) et une (Eurylaime de Whitehead) comprise dans la catégorie préoccupation mineure (LC).

## Taxonomie
L'auteur du genre Calyptomena a longtemps été considéré être Raffles, 1822. Wells & Dickinson (2010) démontrent que les travaux de Horsfield ont été publiés plus tôt et qu'il est donc l'inventeur du genre.

### Liste des espèces
D'après la classification de référence (version 2.2, 2009) du Congrès ornithologique international (ordre phylogénique) :
- Calyptomena viridis – Eurylaime vert
- Calyptomena hosii – Eurylaime de Hose
- Calyptomena whiteheadi – Eurylaime de Whitehead